# Gęgawa
Gęgawa, gęś gęgawa (Anser anser) – gatunek dużego, wędrownego ptaka wodnego z rodziny kaczkowatych (Anatidae). Przodek gęsi domowej, od której jest nieco mniejsza. Zamieszkuje Eurazję. Zimuje głównie w basenie Morza Śródziemnego oraz w środkowej, południowej i wschodniej Azji. Tylko gęgawy z Wielkiej Brytanii nie migrują. Przeloty w lutym–marcu i wrześniu–listopadzie.
W Polsce nielicznie lęgowa, jej liczebność wykazuje jednak silną tendencję wzrostową; w latach 2013–2018 liczebność gęgawy szacowano na 6000–9000 par lęgowych. Występuje na niżu w całym kraju, najliczniej w Polsce północno-zachodniej i środkowej; w górach i na pogórzu nie występuje. Liczna na przelotach, dość licznie też zimuje – liczebność osobników migrujących i zimujących także silnie wzrosła w ciągu ostatnich lat (stan na rok 2018). W trakcie migracji i zimowania spotykana jest na terenie całego kraju, choć najliczniej na Pomorzu Zachodnim, ziemi lubuskiej (zwłaszcza w Parku Narodowym „Ujście Warty”), w Wielkopolsce, na Śląsku, lokalnie na Podlasiu i Lubelszczyźnie. Podobny trend wzrostowy populacji gęgawy notuje się od wielu lat w całej Europie.

## Systematyka
Gatunek ten po raz pierwszy zgodnie z zasadami nazewnictwa binominalnego opisał w 1758 roku Karol Linneusz w 10. edycji Systema Naturae. Autor nadał mu nazwę Anas Anser. Jako miejsce występowania wskazał Europę i północne rejony Ameryki Północnej; później miejsce typowe ograniczono do Szwecji. Obecnie gatunek umieszczany jest w rodzaju Anser.

Szlaki migracji europejskich gęgaw.
żółty: tereny lęgowe
pomarańczowy: zimowiska

Wyróżniono dwa podgatunki A. anser:
- A. anser anser (Linnaeus, 1758) – gęgawa, gęgawa zwyczajna[5] – Islandia, północna i środkowa Europa. Zimuje od Szkocji na południe po północną Afrykę i na wschód aż po Iran. Introdukowana w Nowej Zelandii[10].
- A. anser rubrirostris Swinhoe, 1871 – gęgawa różowodzioba[5] – wschodnio-środkowa Europa do północno-wschodnich Chin. Zimuje głównie w pasie ciągnącym się od Azji Mniejszej po wschodnie Chiny.

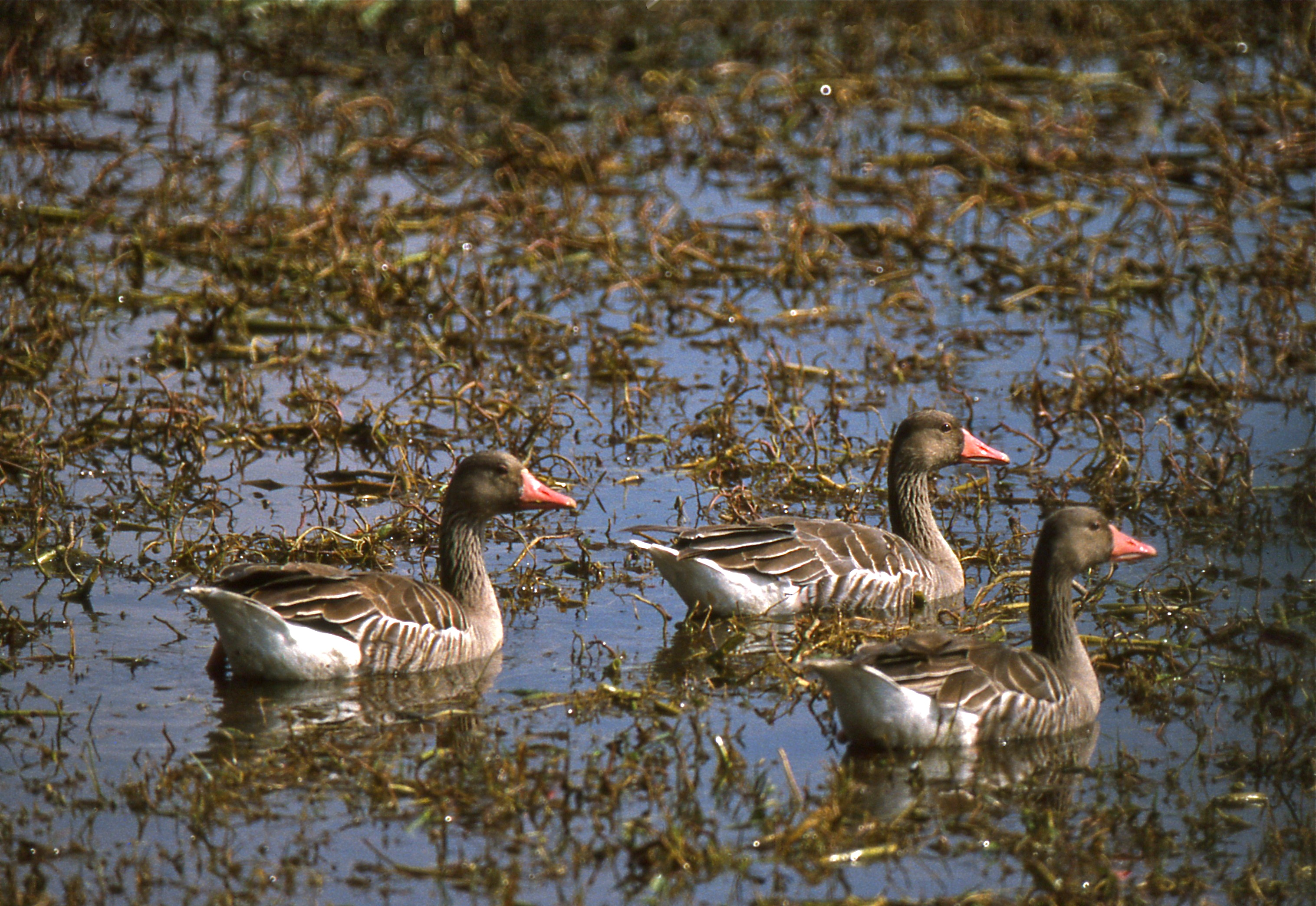
Osobniki podgatunku A. a. rubrirostris

## Charakterystyka

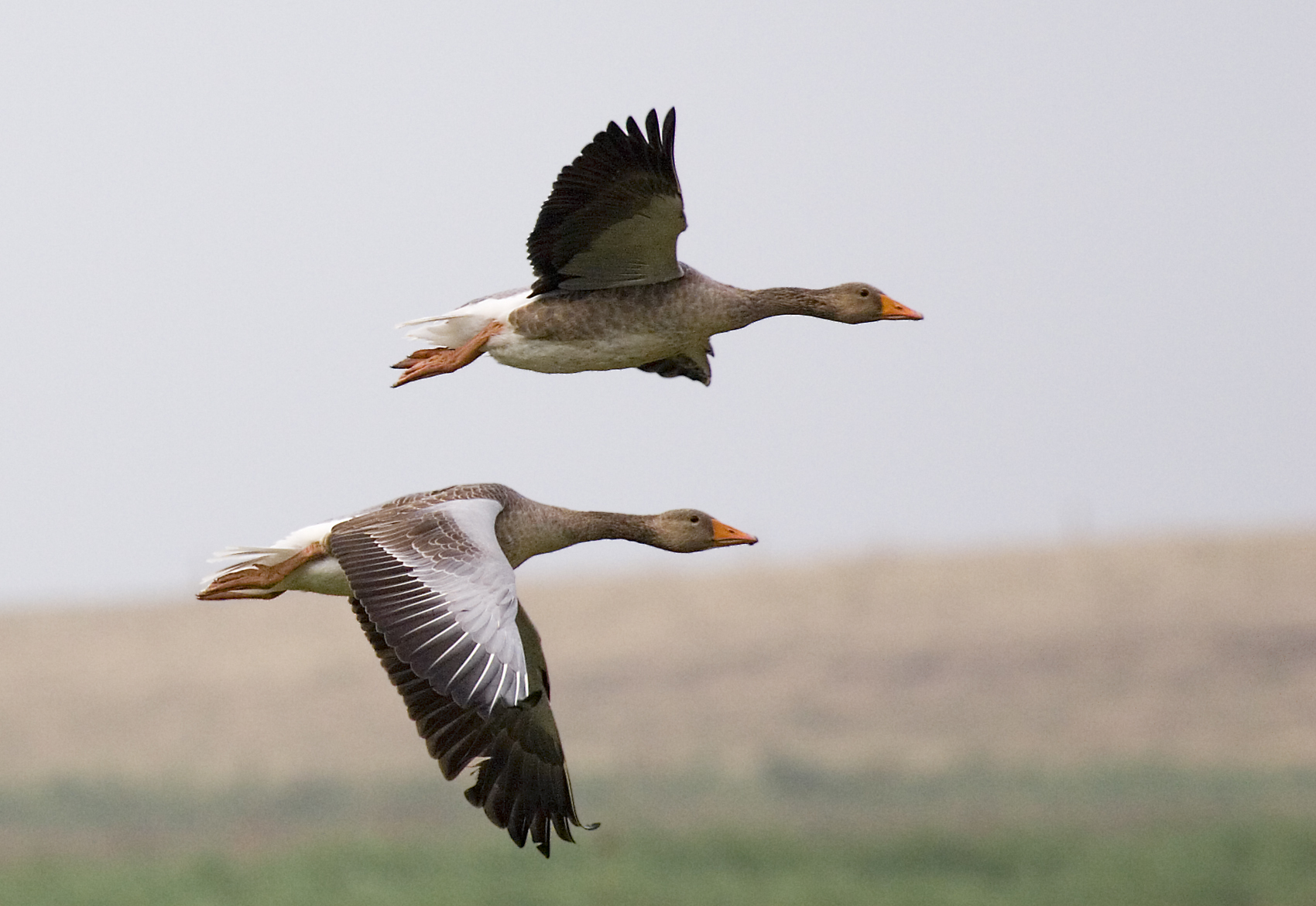
Gęgawa w locie

W upierzeniu brak dymorfizmu płciowego. Dorosłe gąsiory (samce) są jednak nieco większe od gęsi (samic). Ogólna barwa szaropopielata, wierzch i boki z poprzecznym prążkowaniem, spód jaśniejszy z ciemniejszym pręgowaniem. Brzuch i podogonie białe. Na szyi podłużne pręgi. W locie widać srebrzystoszary spód i przód skrzydeł, co ją odróżnia od innych gęsi. Nogi różowe, dziób u gęgawy europejskiej w całości pomarańczowy. Podgatunek zamieszkujący środkową i wschodnią Azję – A. anser rubrirostris ma dziób różowy, jest nieco jaśniejsza i ma nieco szersze pręgi na wierzchu ciała. Oba podgatunki spotykają się ze sobą w Europie Środkowej i można spotkać tu ptaki o dziobach w dwu kolorach. Biały paznokieć i czerwone łapy.
Odznacza się niebywałą wiernością – łączy się w pary na całe życie, a gdy jeden z partnerów zginie, drugi pozostaje już na stałe samotny. Lecąc stadem w powietrzu tworzą charakterystyczną formację zwaną kluczem. Jej głos jest bardzo zbliżony do krzyków gęsi domowej. Najdłużej żyjąca gęgawa, której wiek oznaczył człowiek, miała ponad 25 lat.
Wymiary średnie
- Długość ciała 76–89 cm[10]
- Rozpiętość skrzydeł 147–180 cm[10]
- Masa ciała[10]:

A. anser anser: samce 2600–4560 g, samice 2070–3960 g
A. anser rubrirostris: samce 2800–4100 g, samice 2450–3600 g

## Biotop
Słodkowodne zbiorniki gęsto porośnięte trzcinami, bagniste łąki i moczary. Preferuje tereny trudno dostępne.

## Lęgi

### Gniazdo
Zbudowane na lądzie lub wodzie, w trzcinach, szuwarach, wysepkach, brzegach jezior i rzek, czasem w wierzbach i na budynkach, wyłącznie przez samicę. Składa się z roślin wodnych, gałązek, liści i trawy. Stopniowo wyściełane jest puchem tworzącym wokół niego wał.

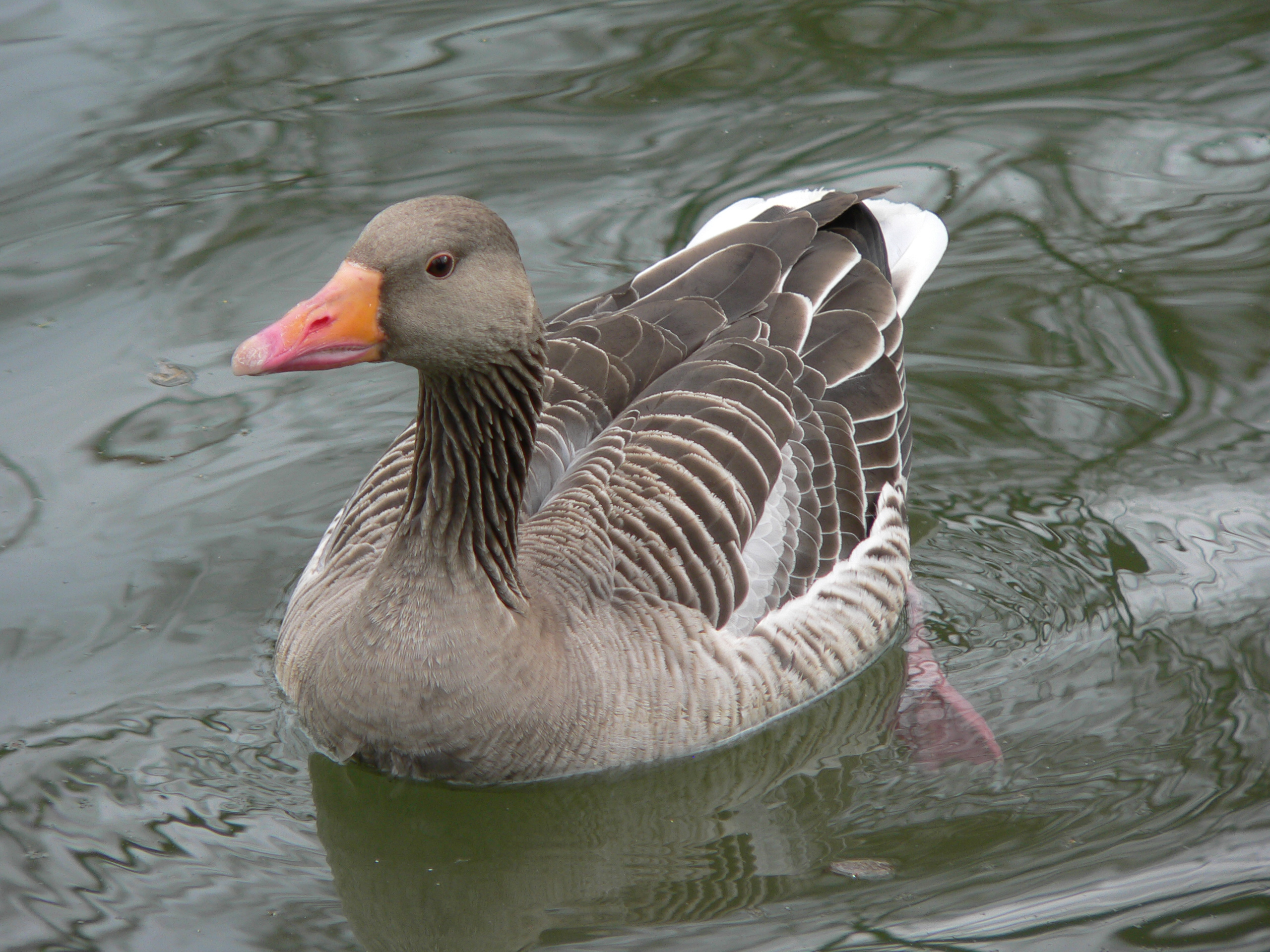

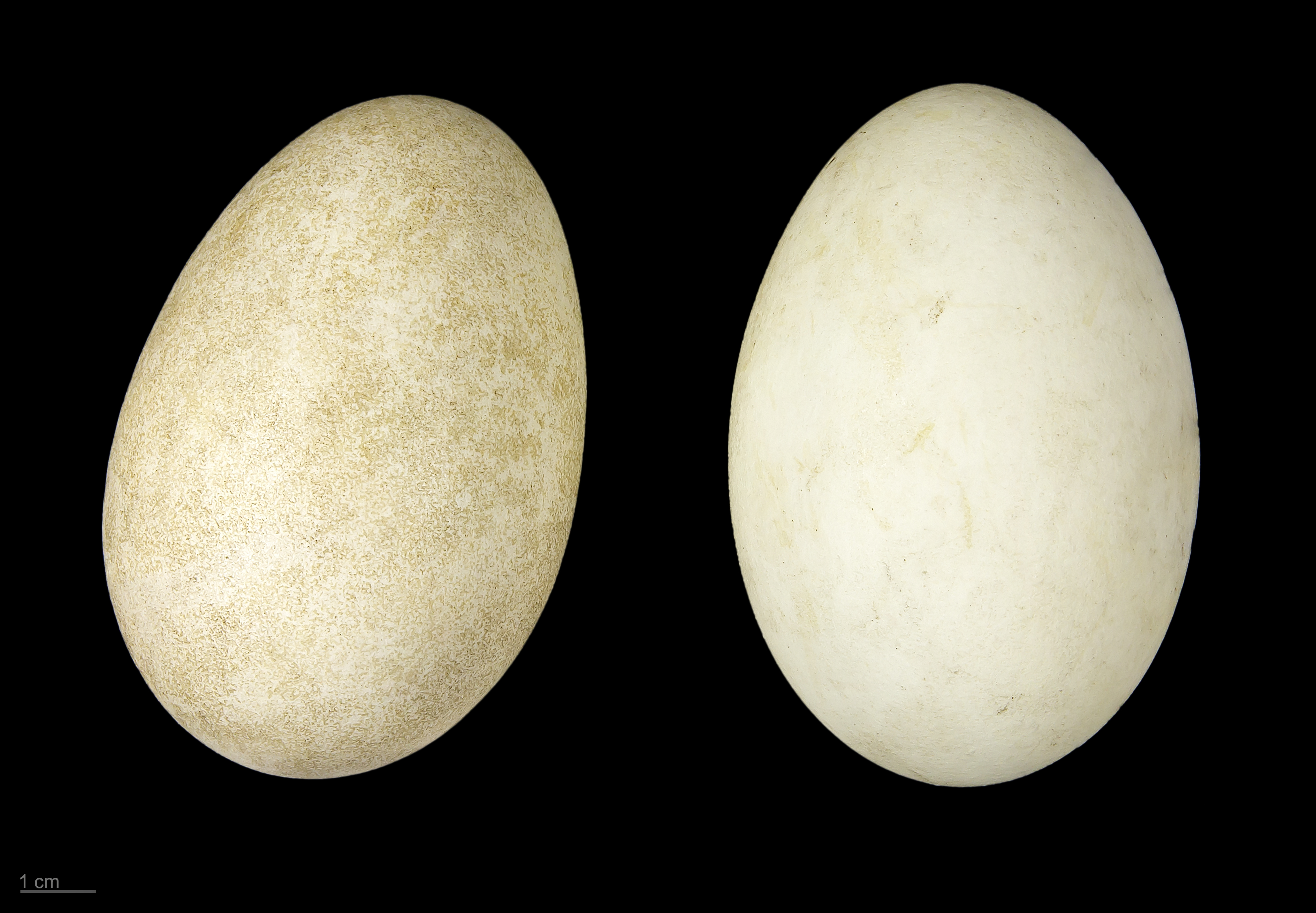
Jaja z kolekcji muzealnej

### Jaja
Wyprowadza dwa lęgi w roku, składając w marcu lub kwietniu 2 do 20 białych jaj.

### Wysiadywanie i życie rodzinne

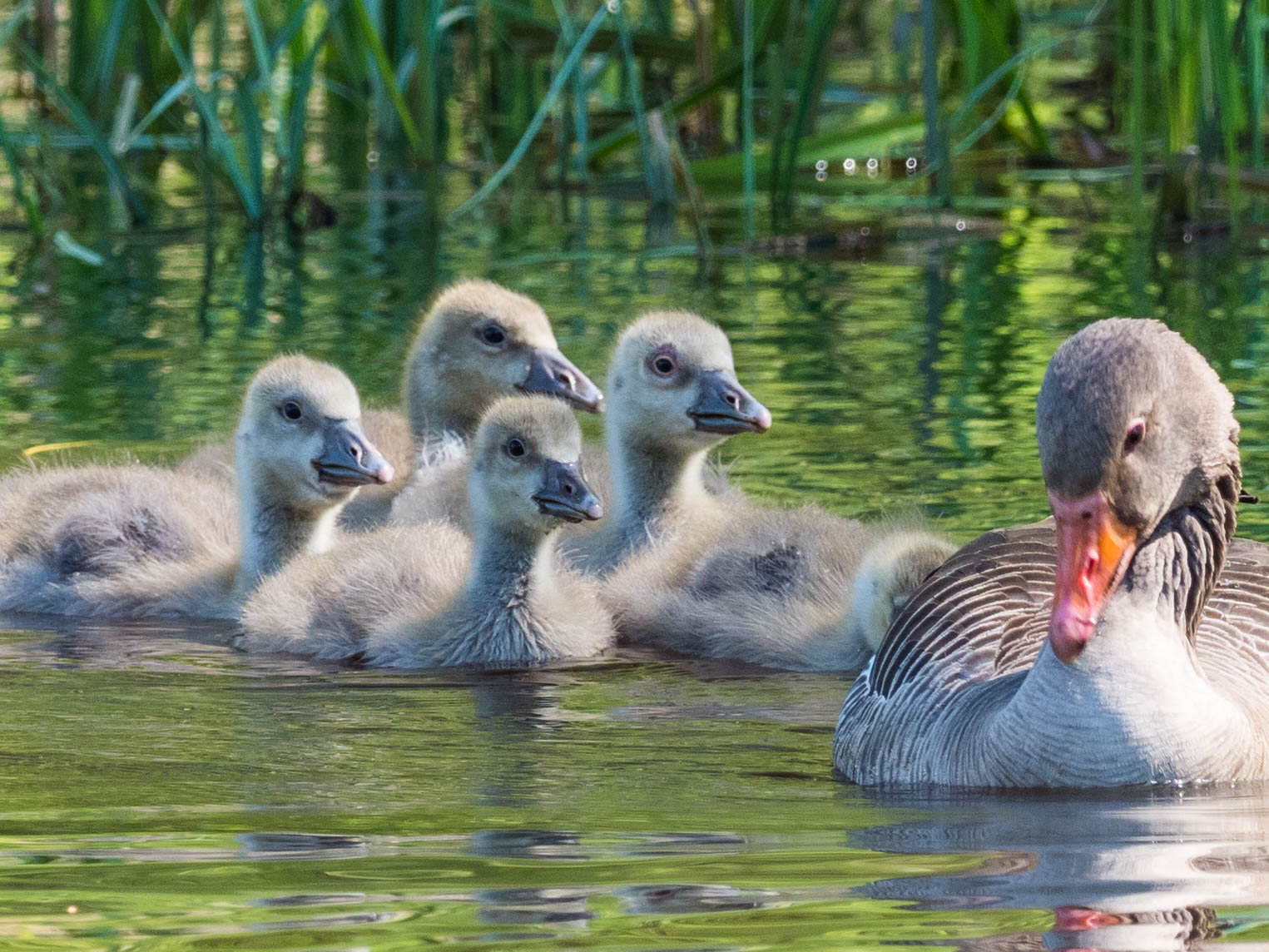
Samica z pisklętami

Jaja wysiadywane są przez okres 27–29 dni przez samicę. Samiec czuwa w pobliżu. Gdy matka schodzi z gniazda, przykrywa jaja puchem. Pisklęta opuszczają gniazdo po 1 lub 2 dniach, po czym rodzice prowadzą je nad wodę. Zdolność lotu uzyskują po około 8 tygodniach. Ich puch na grzbiecie jest oliwkowy, na brzuchu żółty. Rodzina płynie na wodzie w ustalonej kolejności – samica pierwsza, za nią pisklęta rzędem, samiec na końcu, pilnując reszty, a w razie zagrożenia broniąc przed zagrożeniem. Mimo że gąsięta umieją latać po 2 miesiącach, nie opuszczają rodziny, a nawet sądzi się, że dołączać do nich może zeszłoroczne potomstwo. Młode mają szare łapy, ciemniejsze upierzenie i są bez plam na piersiach. Do odlotu rodziny z całej okolicy przygotowują się, łącząc się na wodach w stada.

## Pożywienie
Gęgawa żywi się głównie trawą, ale spasa też liście, młode pędy i zboże oraz różne owoce. Ponieważ nie ma tak dobrego systemu trawiennego, jak wiele ssaków roślinożernych, nie potrafi dostatecznie wykorzystać substancji odżywczych z roślin. Dlatego musi zjeść znaczną ilość pożywienia, by zapewnić sobie wystarczającą ilość ważnych dla życia substancji. Niekiedy zdobywanie i przyjmowanie pożywienia zajmuje jej cały dzień. Nie jest przy tym zaskakujące, że jest bardzo wybredna i lubi najbardziej młode, delikatne końce roślin. Często widuje się ogromne stada gęsi, gdy opadają na świeżo skoszone pola pszenicy lub jęczmienia i zbierają resztki. Lubią też młode, kiełkujące zboże. Krawędziami dziobów szczypią najdelikatniejsze pędy. Żerują rano i wieczorem na przyległych do lęgowisk polach i łąkach. Rolnicy niechętnie widują je na swych polach i uważają za szkodniki.

## Status i ochrona
IUCN uznaje gęgawę za gatunek najmniejszej troski (LC – Least Concern) nieprzerwanie od 1988 roku. Liczebność światowej populacji, według szacunków organizacji Wetlands International z 2015 roku, wynosi około 1,0–1,1 miliona osobników. Globalny trend liczebności populacji uznawany jest za wzrostowy.
W Polsce gatunek łowny od 1 września do 21 grudnia, a na terenie województw: dolnośląskiego, lubuskiego, wielkopolskiego, zachodniopomorskiego do 15 stycznia. Na Czerwonej liście ptaków Polski gęgawa sklasyfikowana została jako gatunek najmniejszej troski (LC).